# Фламен
Фламен (лат. flamen) био је високи римски свештеник једнога од 15 божанстава античкога Рима. Најзначајнија три фламена били су велики фламени, који су служили три главна римска божанства. Преосталих 12 фламена били су мали фламени. За време Римског царства због култа цара као божанства додат је још један фламен. Петнаест фламена припадало је колегију понтифика, који је администрирао пословима римске религије. Када би остало упражњено место једнога од фламена један понтифик би га привремено замењивао. Службена одећа фламена био је тешки вунени капут, који се носио преко тоге.

## Историја и етимологија
До времена верске реформе у доба Октавијана Августа многим Римљанима били непознати неки од богова за које су постојали фламени. То значи да су та божанства имала порекло у архајском добу. Многи историчари сматрају да је порекло фамина из раздобља првих римских краљева. Према Ливију Нума Помпилије је основао три велика фламенаи свакоме од њих одређена је курулна столица и лепа одећа. Били су то фламени Јупитера, Марса и Квирина.

## Велики фламени
Три велика фламена морали су да буду патрицији, а то су били:
фламен дијалис, који је надзирао Јупитеров култ, врховнога бога
фламен мартиалис, који је надзирао култ Марса, бога рата
фламен квириналис, који је надзирао култ Квирина, који је председавао организованим римским друштвеним животом.
Бирали су се на куријатској скупштини, а касније и у трибутској скупштини. Фламен Мартиалис би пред одлазак легија у рат ритуално тресао свете Марсове стреле. Четврти велики фламен био је за време царства повезан са божанством цара. Први пут је Јулије Цезар био проглашен божанством, па је јуедан фламен био повеза са његовим култом.

## Фламен Дијалис
Фламен Дијалис је био најистакнутији фламен, који је имао и посебне почасти. Нови Фламен Дијалис би се бирао по посебном поступку. Предложена би била три кандидата чији родитељи би морали да буду венчани према религиозној процедури. Врховни свештеник (понтифекс максимус ) је изабирао фламена и посвећивао га. Имали су право на курулну столицу и на тогу претексту, на седиште у Сенату и на једнога ликтора.

## Забране
Фламен ние смео нити један дан да напусти Рим. Касније у доба Аугуста могао је да буде одсутан две ноћи. Због те забране није могао да буде префект провинција. Фламен није смео да три ноћи узастопце да не спава у својој кући. Нису смели да јашу коње, чак ни да их дотичу. Није му било дозвољено да се обавеже заклетвом. Морао је да иде прописно одевен. Ни на једном делу одеће није смело да буде чворова. Није смео да хода без капе. Није смео да дотиче мртваца, а ни да присуствује сахранама. Није му дозвољено да дотакне ни брашно, ни квасац, ни квасни хлеб. Није смео да дотакне пса, козу, бршљан, грах или сирово месо.

## Жена
Морао се оженити девицом према одређеном ритуалу и није смео да се жени по други пут. У случају смрти жене морао је да да оставку на функцију фламена.